# Greet Duijf
Greet Duijf, coniugata Wink (7 ottobre 1939 – 21 febbraio 2018), è stata una cestista olandese.

## Carriera
Con i Paesi Bassi ha disputato due edizioni dei Campionati europei (1960, 1966).